# Anisota dissimilis
Espèce
Anisota dissimilis est une espèce de lépidoptère appartenant à la famille des Saturniidae.

## Taxonomie
Cette espèce a été décrite en 1872 sous le nom Adelocephala dissimilis par Jean-Baptiste Alphonse Dechauffour de Boisduval, dans les 15e Annales de la Société entomologique de Belgique.